# Stachelbeerspanner

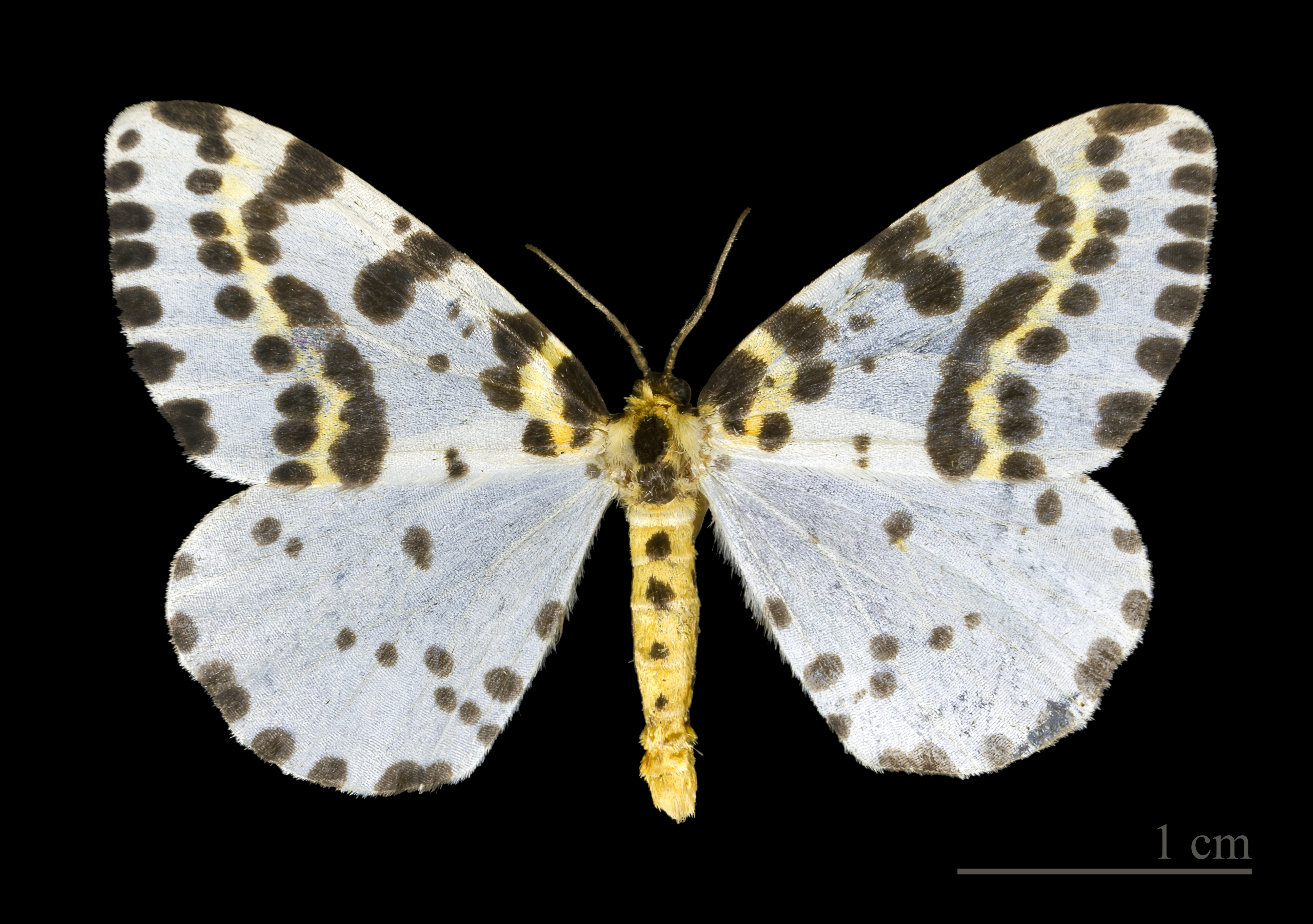
Abraxas grossulariata – Präparat

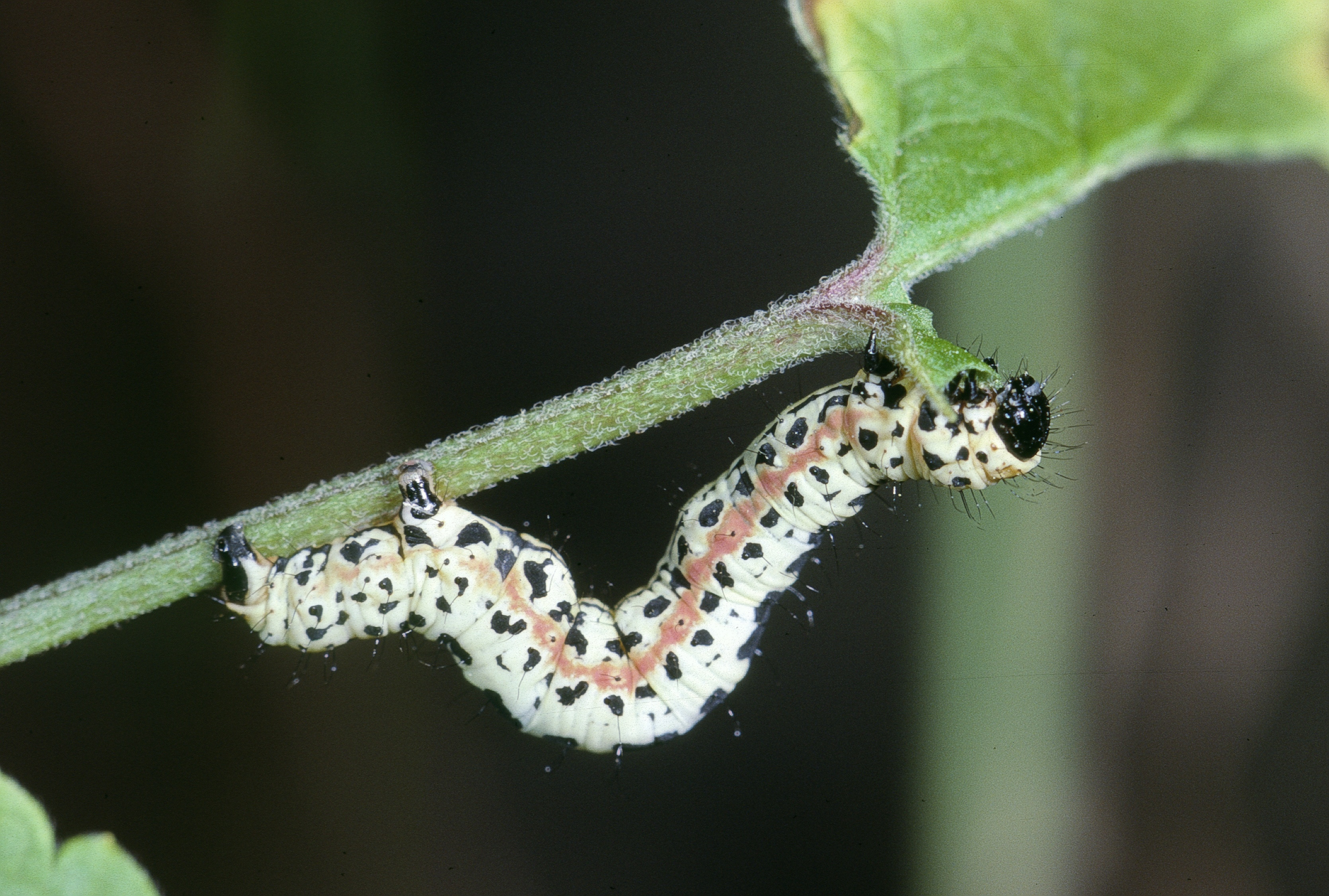
Raupe des Stachelbeerspanners

Der Stachelbeerspanner (Abraxas grossulariata) ist ein Schmetterling (Nachtfalter) aus der Familie der Spanner (Geometridae). Die Art wird gelegentlich auch als Stachelbeer-Harlekin bezeichnet. Es wurde von der Umweltstiftung BUND zum Schmetterling des Jahres 2016 gekürt.

## Merkmale
Der Falter wird bis zu 21 Millimeter lang und erreicht eine Flügelspannweite von 32 bis 48 Millimetern (35 bis 40 mm). Er besitzt auffallend gemusterte Vorderflügel: Auf weißem Grund findet man sechs Querreihen schwarzer Flecke, die teilweise mit einer gelben Binde verbunden sind. Die Hinterflügel glänzen heller, da auf ihnen meist deutlich weniger dunkle Flecke sind und diese zudem kleiner sind.
Die Verteilung von schwarzen Flecken und gelben Binden variiert stark. Die f. candida Raynor, 1909 ist fast komplett weiß, während umgekehrt die f. nigra Raynor, 1909 fast komplett schwarz oder schwarzbraun ist. Zahlreiche andere Farbvarianten zwischen diesen Extremen wurden ebenfalls benannt. Diese Variationen können überall im Verbreitungsgebiet vorkommen, und die für diese Varianten vergebenen Namen haben keinen nomenklatorischen Status. Die Art ist trotz der Variabilität so auffällig, dass sie mit kaum einer anderen Art verwechselt werden kann.

### Ei, Raupe und Puppe
Das Ei ist oval mit abgeflachter Basis und leichter seitlicher Einengung. Die wenig glänzende Oberfläche zeigt eine starke netzartige Struktur. Es ist gelb gefärbt mit grauen Markierungen.
Die Färbung der Raupe ist ebenso variabel wie die Färbung der Falter. Meist ist sie blass gelblich weiß mit vielen schwarzen Flecken. Die Dichte der schwarzen Flecke kann so hoch sein, dass das Ergebnis eine rein schwarze Raupe ist. Fast immer vorhanden ist eine orangerote breite Seitenlinie. Der Kopf ist glänzend schwarz gefärbt. Die erwachsene Raupe wird bis zu 32 Millimeter lang.
Die  Puppe ist glänzend braun bis schwarz mit hellgelben oder orangefarbenen Segmenteinschnitten. Der Kremaster weist acht kräftige, hakenförmige Borsten auf.

## Geographische Verbreitung und Lebensraum
Der Stachelbeerspanner ist von der Iberischen Halbinsel bis Zentral- und Ostasien (Japan, Nordchina und Korea) verbreitet (mehrere Unterarten). Im Süden reicht das Verbreitungsareal durch den nördlichen Mittelmeerraum über die Balkanhalbinsel und Kleinasien bis zum Armenischen Hochland, im Norden bis in das mittlere Fennoskandien. Die Art fehlt auf den Inseln des westlichen Mittelmeeres. In den Alpen steigt sie bis auf 1500 Meter an.
Man findet die eher wärmeliebende Art in Gärten mit Beerensträuchern, besonders häufig, wenn Stachel- und Johannisbeere vorhanden sind. Manchmal trifft man sie auch in Auwäldern, an buschreichen Bächen und in städtischen Anlagen. Die Häufigkeit ist sehr unterschiedlich. In manchen Jahren gibt es so viele Tiere, dass Schäden an den Sträuchern entstehen, und in anderen Jahren findet man kaum ein Exemplar.

## Lebensweise
Der Stachelbeerspanner bildet nur eine Generation im Jahr; die Falter fliegen von Ende Juni bis August. Sie sind nachtaktiv und kommen zum Licht. Tagsüber ruhen die Falter oft offen in der Vegetation, können jedoch leicht aufgescheucht werden. Die weiblichen Falter legen die Eier in Gruppen an den Blattunterseiten der Raupennahrungspflanzen ab. Nach etwa zwei Wochen schlüpfen die Eiraupen. Die Raupen sind ebenfalls nachtaktiv und verbringen den Tag in einem lockeren Gespinst zwischen den Blättern der Nahrungspflanzen. Man findet sie von Juni bis August. Die Verpuppung geschieht in Bodennähe in einem hängemattenartigen Netzkokon an der Raupennahrungspflanze.
Die Raupen ernähren sich von den Blättern von Stachelbeere (Ribes uva-crispa), Johannisbeere und verschiedenen Laubgehölzen wie Schlehe (Prunus spinosa), Pfaffenhütchen (Euonymus), Hasel (Corylus), Weiden (Salix), Gewöhnliche Traubenkirsche (Prunus padus), Weißdorne (Crataegus), Faulbaum (Rhamnus), Große Fetthenne (Sedum telephium), Besenheide (Calluna vulgaris) und andere Pflanzen. Die Raupe überwintert zwischen toten Blättern oder in Mauerspalten.

## Taxonomie und Systematik
Die Art wurde bereits von Carl von Linné 1758 als Phalaena Geometra grossulariata erstmals wissenschaftlich beschrieben. Es ist die Typusart der Gattung Abraxas Leach, 1815.
Derzeit werden drei Unterarten unterschieden:
- Abraxas grossulariata grossulariata, die Nominatunterart
- Abraxas grossulariata dsungarica Wehrli, 1939
- Abraxas grossulariata minor Herz, 1905

## Gefährdung
Die Bestände des Stachelbeerspanners sind in Deutschland zurückgehend; er ist daher eine Art der Vorwarnliste.